# Hugh Reginald Haweis
Hugh Reginald Haweis, född den 3 april 1838, död den 29 januari 1901, var en engelsk skriftställare.
Haweis var predikant i London och en av de bredkyrkliga ledarna. Han skrev flera större arbeten om musik (Music and  morals, 1871, många upplagor; My musical life, 1884), moral (Thoughts for the times, 1872, många upplagor), biografier, reseskildringar med mera.